# Гербель, Николай Фёдорович
Николаус Фридрих, Никола́й Фёдорович Ге́рбель (нем. Nicolaus Friedrich Härbel; умер в 1724 году) — швейцарский архитектор стиля барокко, один из первых архитекторов Санкт-Петербурга. Родоначальник дворянской фамилии Гербель, отец инженер-генерал-поручика Р. Н. Гербеля.

## Биография
Николаус Гербель в поисках хорошо оплачиваемой работы приехал в Санкт-Петербург из Базеля в августе 1719 года с женой, дочерьми Катариной (* 1710) и Кристиной (* 1714) и сыном Рудольфом (* 1716). Его сразу же приняли на работу в Канцелярию городовых дел.
Сам Николаус Гербель не был дворянином — фон Гербелем, каким его хотел видеть Николай Васильевич Гербель, а со слов последнего и некоторые биографы этого популярного переводчика и поэта середины XIX века. Неверно также, будто он был вызван в Санкт-Петербург в качестве прославившегося у себя на родине архитектора и инженера: как видно из прошения, поданного им Петру Великому в августе 1719 года, тотчас же по приезде в город Санкт-Петербург из Швейцарии, он приехал сюда по собственному побуждению, рассчитывая, не без основания, найти хороший заработок в новой русской столице. Гербель пишет в своем прошении на русскую службу:

Понеже ваше царское величество ко всяким хитростям и архитекторе особливое любопытство иметь всемилостивейше изволите, того ради я из швейцарской земли из Базеля города (несмотря на убытки, которые для проезду имел) сюда в санкт петербурк приехал, дабы случай получить мог вашему царскому величеству всеподданнейшую службу мою представить. Сего ради я чрез сие всеподданнейше доношу, что так в рисовании чистом чертежей как и особливо в практике толико искусен, что я нетокмо совершенному архитектору подлежащую службу исправить, но наипаче в архитектуре цивились, такожде и в других инвенциях новоизобретенных, которые доныне ещё скрыты, и ни от кого не практикованы суть таким образом себя показать могу.
1 сентября 1719 года был подписан контракт с принятым на службу в Канцелярию городовых дел архитектором «о выдаче ему денег на наем квартиры для учеников». Не прекращая проектной работы в Канцелярии городовых дел, Гербель по статусу состоит и в должности обер-архитектора Главной полицеймейстерской канцелярии (после смерти 19 ноября 1719 года архитектора Г. И. Маттарнови, так и не успевшего приступить к обязанностям, Гербель становится фактически первым городским архитектором). Он представляет план «поправления улиц всего Адмиралтейского острова», разработка которого была начата ещё в 1715 году Маттарнови. Указом 1 октября 1719 года объявлялось: руководствоваться новым проектом регулирования улиц острова, составленным обер-архитектором Гербелем. Проект предусматривал 5-лучевую систему улиц, ориентированных на башню Адмиралтейства. Помимо градостроительных работ Гербель в 1719—1723 годах руководил строительством Исаакиевской церкви (первый проект выполнил Г. И. Маттарнови), для которой спроектировал огромный иконостас наподобие триумфальной арки (в двух вариантах; чертежи хранятся в Государственном Эрмитаже).
Канцелярия ведала всем «городовым строением», и работы было так много, что уже через год с небольшим, в начале 1721 года, Гербель вынужден был обратиться к Петру І с длинным прошением, умоляя дать ему помощников и увеличить положенный комплект рабочих, без чего он не видел возможности управиться со всеми делами. Из этого документа мы узнаём об объектах, которыми занимался архитектор.
Гербель работал в так называемом тессинском стиле, для которого характерно использование чистых плоскостей, дополненных яркими декоративными деталями. В помощниках архитектора числились: Яган Бланк, Иоганн Шумахер, Гаэтано Кьявери, Харман ван Болес, Карл Фридрих Койет, Алексей Епифанов, Федот Шанин, Степан Шишкин.
Через пять лет после приезда в Россию Гербель серьёзно заболел и в мае 1724 года все его проекты принял Гаэтано Кьявери, а 16 сентября этого же года Николай Фёдорович Гербель умер. Похоронен на иноверческом кладбище у стен Сампсониевского собора. Николай Фёдорович имел трёх детей: Екатерина (1710—?), Кристина (1714—?), Родион (1716—1780).

## Постройки

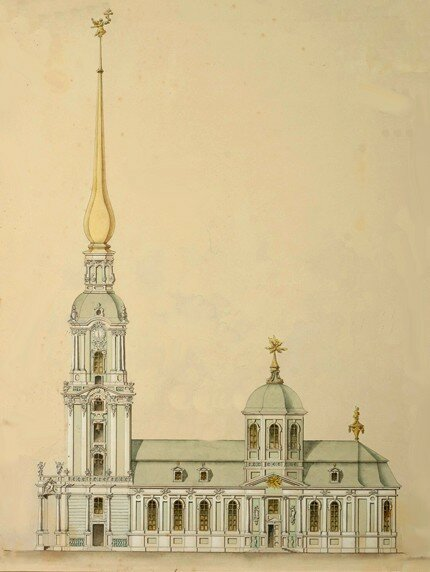
Н. Ф. Гербель. Южный фасад церкви Исаакия Далматского. 1721. Проект. Государственный Эрмитаж

- Партикулярная верфь (начата Г. И. Маттарнови, не сохранилась)
- Пантелеймоновская церковь (мазанковое здание было заменено каменным в 1739 году архитектором И. К. Коробовым.)
- Калинкин работный дом на Фонтанке, дом № 166 (изменён декор фасада)
- Комедиантский дом — «Анбар для комедий» на Набережная реки Мойки, дом № 20 (1723 год, ныне на этом месте находится правая часть здания Капеллы)
- Кунсткамера (начата Г. И. Маттарнови, возведение здания с 1719 года по 1724 год)
- Зимний дворец Петра I (возведение набережных палат с 1719 года по 1723 год)
- дом Крюйса на месте нынешнего здания Малого Эрмитажа (начат Г. И. Маттарнови, не сохранился)
- дворец Прасковьи Фёдоровны (1720—1724 годы, не сохранился)
- дом Луки Частихина на наб. реки Мойки, дом № 32 (1923 году, перестроен)
- дом Ягужинского на месте нынешнего Зимнего дворца (начат Г. И. Маттарнови, не сохранился)
- Мытный (Гостиный) двор между Невским проспектом и Кирпичным переулком (начат Г. И. Маттарнови, не сохранился)
- Церковь Исаакия Далматского (начата Г. И. Маттарнови, сохранились фундаменты)
- палаты И. М. Головина[6] (не сохранились)
- «палаты государыни царицы поварам» (мазанки, находившиеся на территории Зимнего дворца, в 1720—1722 годах были перенесены и заново собраны в саду у Летнего дворца императрицы)
- Конюшенный двор. Это здание, начатое в 1720 году, было самой значительной из построек архитектора[3]. Реконструировано с частичным сохранением стен В. П. Стасовым в 1823 году.
- Людские палаты (капремонт. не сохранились)

В первозданном виде практически не сохранилось его построек: они либо были сломаны до основания, либо совершенно переделаны. Об архитектуре Конюшенного двора мы можем судить лишь по сохранившимся в Архиве Министерства Двора чертежам. Они не принадлежат руке самого мастера и, вероятно, сделаны уже после его смерти, но, во всяком случае, дают изображение постройки до её переделки.

## В художественной литературе
Гербель является одним из действующих лиц в романе Нестора Кукольника «Два Ивана, два Степаныча, два Костылькова» и в «Повести о синем и зеленом сукне».